# Wet van Meden en Perzen

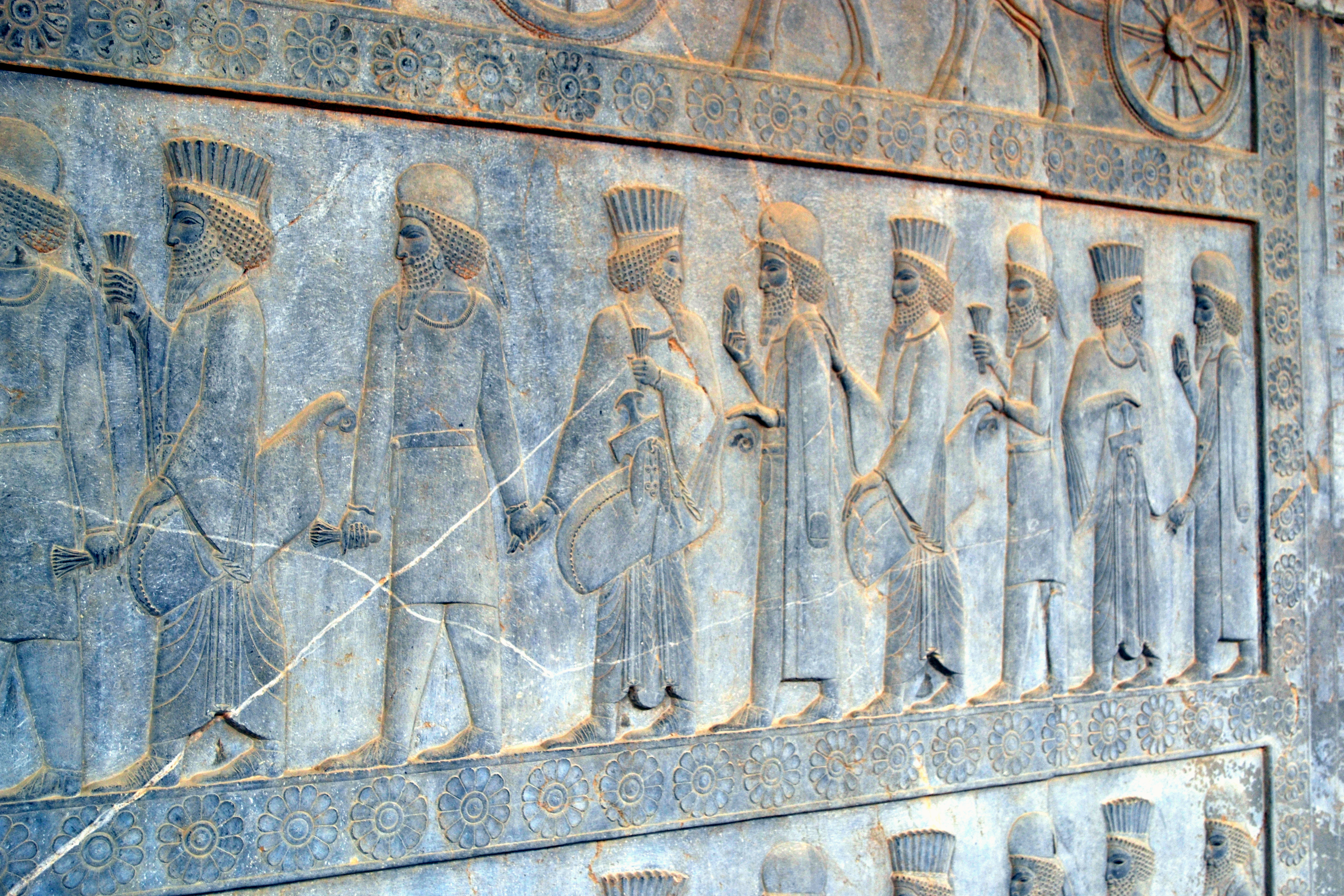
Meden en Perzen afgebeeld in Persepolis, Iran uit de 5e eeuw v.Chr.. De Meden hebben de ronde hoeden.

'Dat is een wet van Meden en Perzen' is een uitdrukking die duidt op een vaststaande afspraak of onveranderbare regel waaraan niet te tornen valt. Het oudst bekende werk waarin de uitdrukking voorkomt is een Engels boek uit 1627. Het gezegde is ontleend aan twee Bijbelverzen: 
Als het de koning goeddunkt, laat hij dan een koninklijk besluit uitvaardigen dat schriftelijk in de wetten van Perzië en Medië wordt vastgelegd, zodat het niet kan worden herroepen. Hierin moet bepaald worden dat Wasti koning Ahasveros niet meer onder ogen mag komen en dat de koning haar koninklijke waardigheid aan een ander zal geven, die beter is dan zij.— Ester 1:19
Welnu, majesteit, vaardig dat verbod uit en stel het op schrift, zodat het niet veranderd kan worden, zoals geen enkele wet van de Meden en de Perzen kan worden herroepen.— Daniël 6:9

De wereldwijd gebruikte uitdrukking "Dat is geen wet van Meden en Perzen" duidt er op dat van een bepaalde regel kan en mag worden afgeweken. Hier gaat het dan niet om wet- en regelgeving, die liggen vast, maar om gewoonten, gebruiken of regels binnen een beroepsgroep of vereniging. In het Nederlandse bestuursrecht is vaak beleidsvrijheid ingebouwd wat betekent dat een overheidsorgaan in een individueel geval kan afwijken van de hoofdregel.

## Maatschappelijke context
In de oudheid werden in het Nabije Oosten onder verschillende koningen bepaalde besluiten en regels vastgelegd, zoals in bijvoorbeeld het Wetboek van koning Ur-Nammu en de Codex van koning Hammurabi. Deze regels konden daarom niet zomaar worden herroepen en de burgers hadden een vorm van rechtszekerheid. In het gebied dat nu Iran is, werden bepaalde koninklijke besluiten en gewoonteregels van de daar levende stammen Meden en Perzen ook schriftelijk vastgelegd. Burgers en rechters moesten zich richten naar dat wat was opgeschreven en konden niet naar eigen goeddunken afwijkende beslissingen nemen. Zelfs de koning had niet de mogelijkheid de wet, in individuele gevallen, niet van toepassing te verklaren of buiten werking te stellen. Zo was bestuurlijke willekeur ingeperkt.

## De wet van Meden en Perzen in het Bijbelboek Daniël
In Daniël 6 lezen we hoe de Babylonische koning Darius door een dergelijke wet gedwongen werd tegen zijn zin te handelen. 
De koning was zeer gesteld op Daniël, wat de jaloezie van hoogwaardigheidsbekleders opwekte. Zij lieten de koning een wet schrijven waarin het aanbidden van een god, behalve de koning, met de dood in de leeuwenkuil bestraft werd. Zij wisten dat Daniël dat verbod zou overtreden en meenden zich op die manier van Daniël te kunnen ontdoen. Toen Daniël inderdaad betrapt werd op het aanbidden van zijn God, ontbrak het de koning aan de wettelijke mogelijkheid om de wet ongedaan te maken of gratie te verlenen.
De notabelen wezen hem er fijntjes op: "Bedenk, majesteit, dat geen verbod of besluit dat de koning heeft uitgevaardigd veranderd kan worden; het is een wet van de Meden en de Perzen".
Daniël werd dus in de leeuwenkuil geworpen, maar zijn God zorgde ervoor dat de leeuwen hem geen kwaad deden. Toen was voldaan aan de wet, er stond nergens dat de veroordeelde in de leeuwenkuil moest blijven tot hij verslonden was.